# MiniDisc

Logo

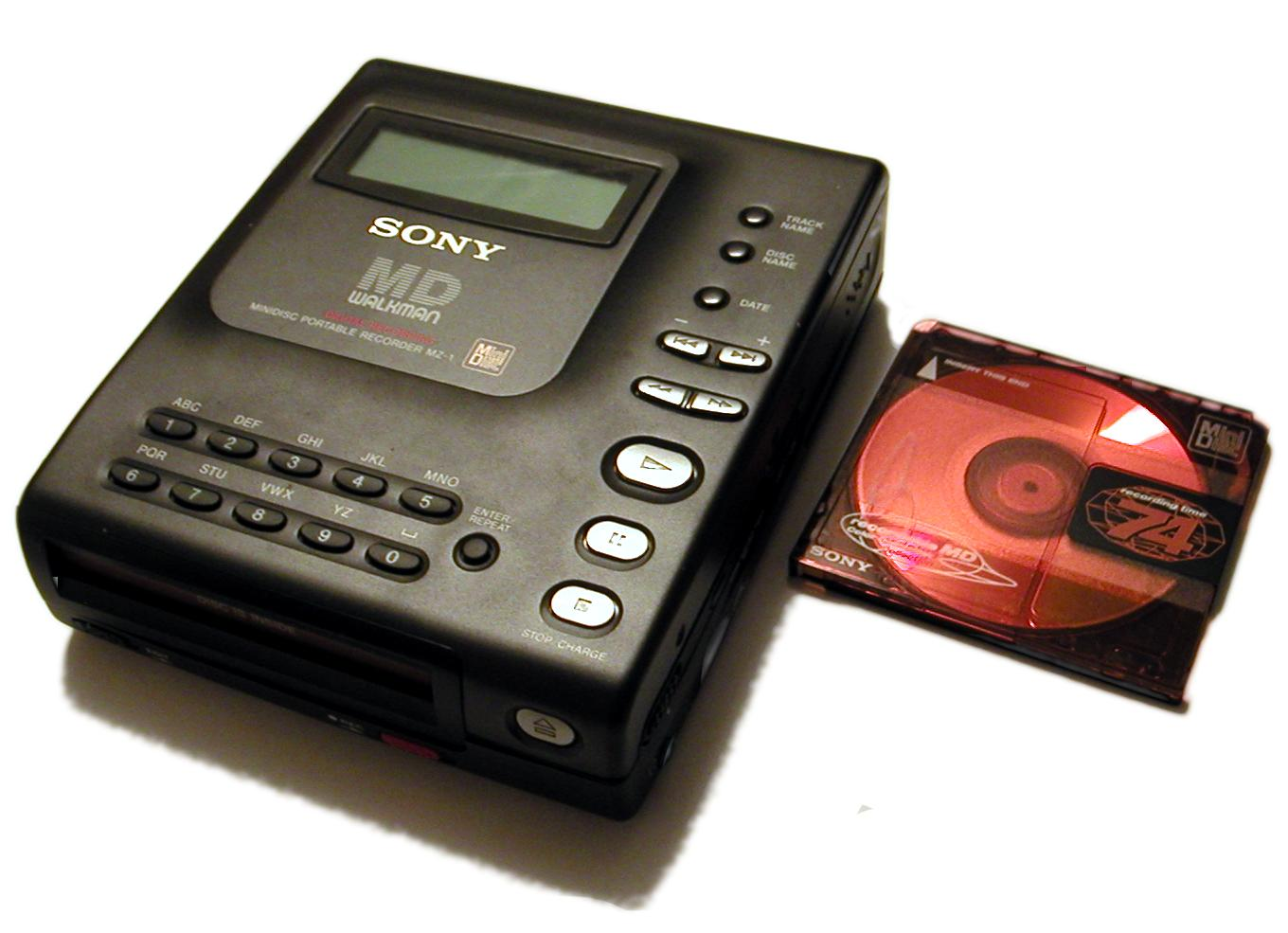
Sony MZ-1, der erste MiniDisc-Rekorder (1992)

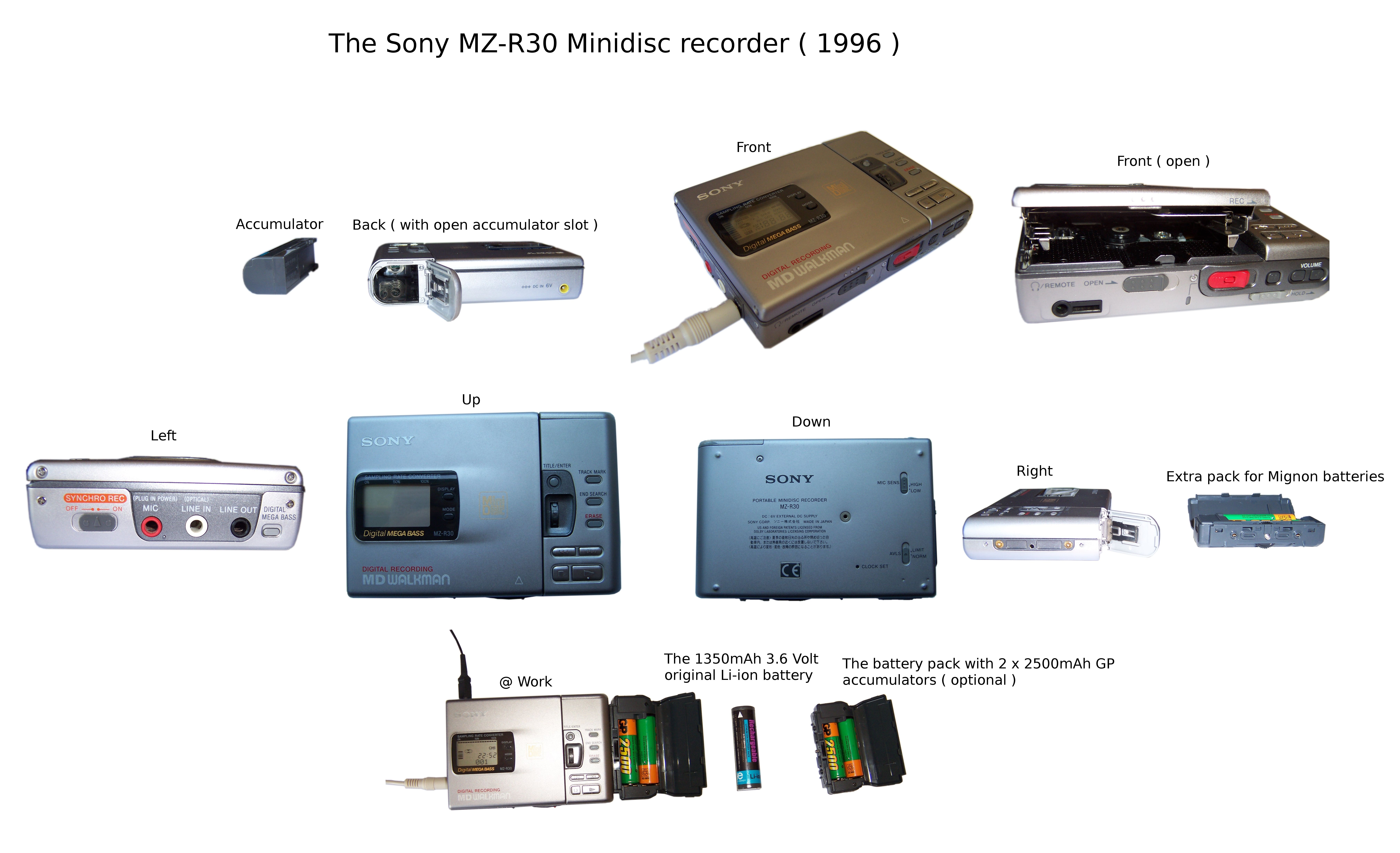
Detailansicht des MiniDisc-Rekorders Sony MZ-R30 aus dem Jahr 1996

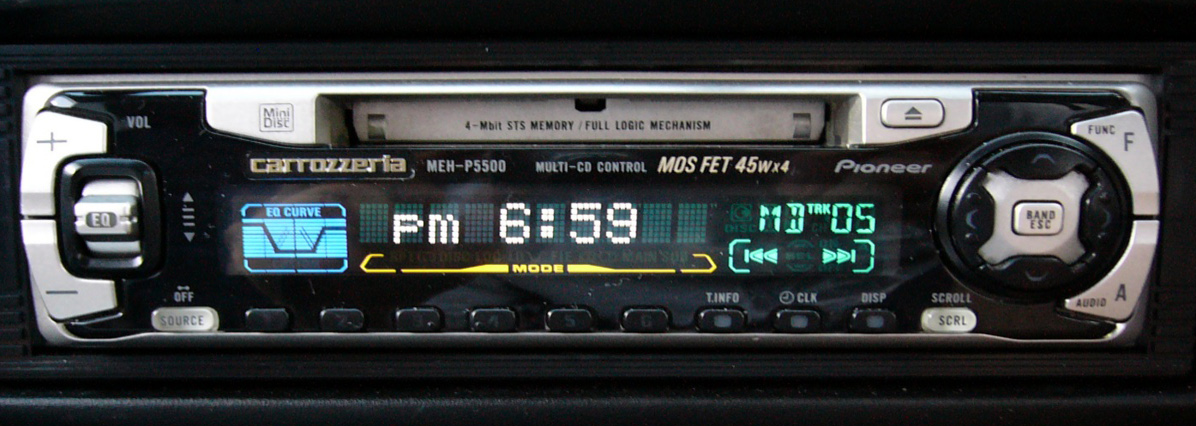
Pioneer MEH-P5500, MiniDisc-Autoradio

Die MiniDisc (MD) ist ein von Sony entwickeltes magneto-optisches Speichermedium zur digitalen Aufnahme und Wiedergabe von Musik und Sprache.
Die MD wurde im Mai 1991 vorgestellt, der Verkauf entsprechender Wiedergabe- und Aufnahmegeräte begann im November 1992 mit dem Sony MZ-1. Die MiniDisc wurde als Nachfolger der Compact Cassette (CC) positioniert, nachdem die DAT-Kassette im Privatbereich erfolglos geblieben war. 1999 hatten einige japanische Anbieter MiniDisc-Player als hifi-Anlagen-Baustein im Angebot. Wegen der einfachen Handhabung beim Schneiden und Aufnehmen verbreitete die MiniDisc sich auch im Radio- und Tonstudiobereich. Datenlaufwerke auf Basis der MiniDisc sowie spezielle Data-MiniDiscs konnten sich in Europa kaum durchsetzen.
Das Angebot an Wiedergabe- und Aufnahmegeräten ging seit dem Aufkommen der MP3-Player seit 2003 stark zurück; in Europa brachte nur noch Sony selbst MD-Audiorekorder heraus. In Japan hingegen war die MiniDisc ähnlich stark verbreitet wie die CD in Deutschland. 2004 stellte Sony die überarbeitete MiniDisc HI-MD mit 1 GB Speichervermögen vor. Im Juli 2011 kündigte Sony dennoch an, dass ab September desselben Jahres aufgrund der zurückgehenden Nachfrage die Herstellung portabler MiniDisc-Geräte eingestellt werde; bis März desselben Jahres hatte Sony 22 Millionen Geräte verkauft.

## Aufbau
Die MiniDisc besteht aus einem Kunststoffgehäuse mit 72 mm × 68 mm Kantenlänge und 5 mm Dicke, ähnlich dem einer 3,5-Zoll-Diskette, in dem die eigentliche Disc mit 64 mm (2,5 Zoll) Durchmesser geschützt untergebracht ist. Das Gehäuse besitzt eine bzw. zwei durch einen Schieber verschlossene Aussparungen, durch die die Disc zugänglich ist. Der Schieber wird erst vom Aufnahme- oder Wiedergabegerät geöffnet, um ein Eindringen von Staub zu verhindern. Die Disc weist eine Gesamtdicke von 1,2 mm auf, die zum größten Teil vom transparenten Polycarbonat-Trägermaterial eingenommen wird. Auf der Oberseite der Disc befindet sich wie bei einer CD die Datenschicht, die durch eine Deckschicht vor Umwelteinflüssen und mechanischer Beschädigung geschützt wird. Die Daten werden digital gespeichert und von der Unterseite der MiniDisc berührungslos durch einen infraroten Laser ausgelesen. Der Abstand zwischen den Datenspuren beträgt dabei, abhängig von der Spieldauer der MiniDisc, 1,5 oder 1,6 µm. Sowohl der Schreib- als auch der Lesevorgang erfolgt mit konstanter Umfangsgeschwindigkeit (CLV) der MiniDisc von 1,2 bis 1,4 m/s.

## Audio-Minidisc

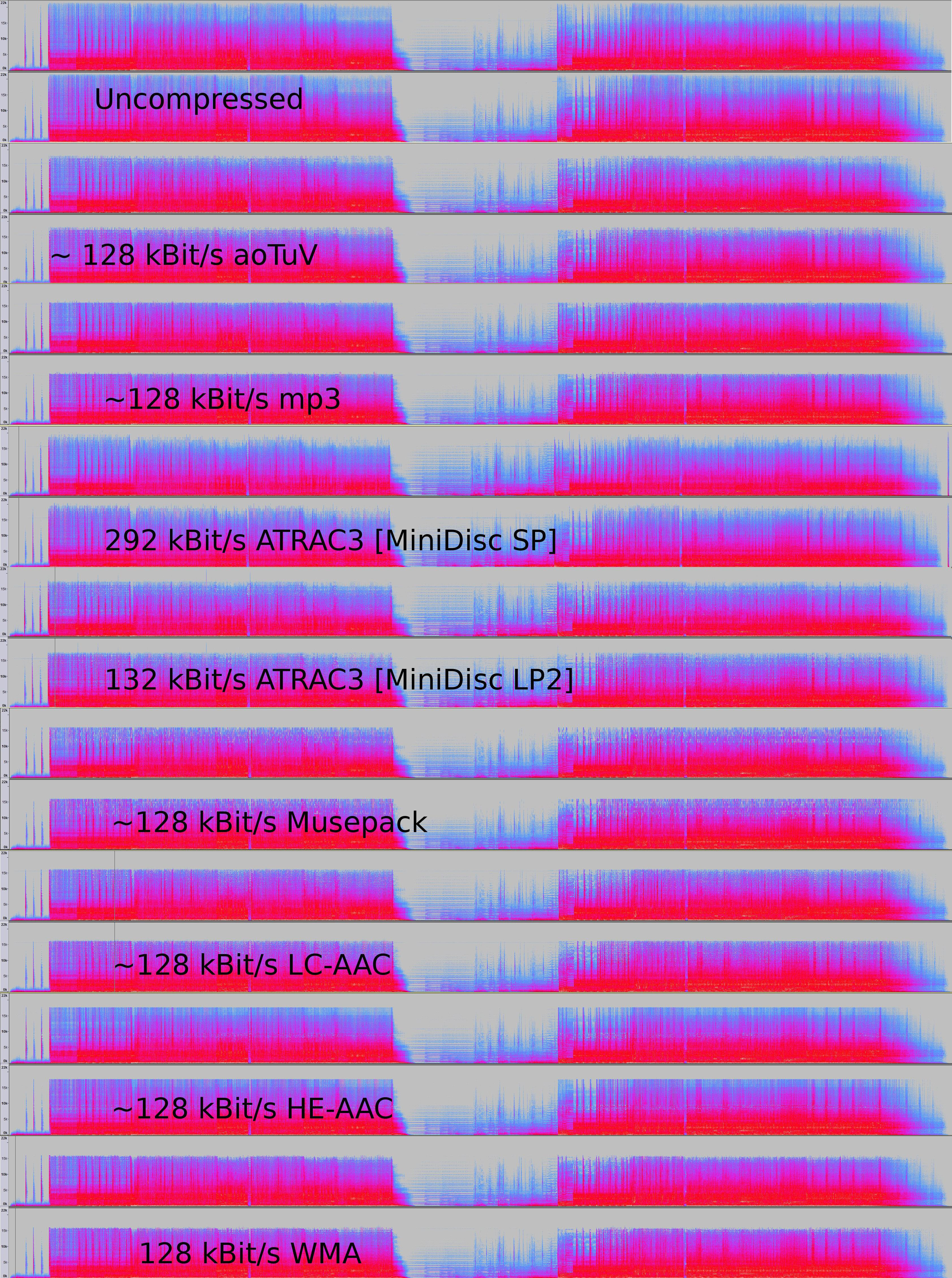
Eine Spektralanalyse des unkomprimierten Liedes The Power of Thy Sword zeigt eine volle Bandbreite bis etwa 21 kHz, hingegen die unteren Spektren der jeweiligen Dateien eine wesentlich geringere Bandbreite, was allerdings nicht viel über die Verschlechterung der Klangqualität aussagt. (MiniDisc-Frequenzspektren aus analoger Aufnahme)

Es gibt bespielbare Audio-MDs mit 60, 74 und 80 Minuten Kapazität, wovon erstere aber nicht mehr produziert werden. Die Musik wird im komprimierten ATRAC-Format gespeichert, damit die Daten einer normalen Musik-CD (650 bis 700 MB) auf eine MiniDisc (164 bis 177 MB) passen.
ATRAC benutzt, ähnlich wie AAC oder MP3, ein psychoakustisches Modell, um die zwar vom menschlichen Ohr wahrnehmbaren, aber nicht mehr vom Gehirn verarbeitbaren Anteile der Musik zu entfernen und damit Speicherplatz zu sparen.
Der ATRAC-Codec wurde seit der Einführung der MD im Jahre 1992 ständig weiterentwickelt. Standard-ATRAC verwendet eine Datenrate von 292 kbps. Nachträglich wurde dann das MDLP-Format (ATRAC3) eingeführt, mit dem auf eine 80-Minuten-Disc 160 (LP2) bzw. 320 (LP4) Minuten Musik passen. Die Abkürzung LP steht in diesem Falle für „Longplay“. Dabei wird die Musik mit 132 (LP2) bzw. 66 kbps (LP4) komprimiert, was jedoch besonders im LP4-Modus eine deutlich hörbare Verschlechterung der Tonqualität bewirkt.
Die Auflösung der auf der MD aufgezeichneten Daten ist im Gegensatz zur CD nicht festgelegt, da wegen des Aufbaus des ATRAC-Codecs keine explizite Bit-Tiefe gespeichert wird. Durch digitale Aufnahmen von Quellen in 20- oder 24-Bit-Qualität (bzw. analoge Aufnahmen mittels eines 20- oder 24-Bit-fähigen A/D-Wandlers) werden Aufnahmen über der 16-Bit-Norm möglich. Für das Abspielen oberhalb dieser Norm werden auch entsprechend ausgerüstete Abspielgeräte benötigt (es besteht jedoch uneingeschränkte Kompatibilität zu Geräten, die nur über einen 16-Bit-Wandler verfügen).
Ebenfalls hervorzuheben ist, dass das ATRAC-Format im Gegensatz zu einigen anderen aktuell auf mobilen Abspielgeräten verbreiteten verlustbehafteten Formaten wie AAC und MP3 von Anfang an ohne Umwege Gapless Playback beherrschte.

## MiniDisc-Typen
Es existieren zwei Typen von MiniDiscs, die sich grundsätzlich in der Art der Datenspeicherung unterscheiden:

### Fertig bespielte MiniDiscs
Wie bei der CD gibt es auch bei der MD fertig bespielte Medien (pre-recorded MiniDiscs, pre-mastered MiniDiscs). Sie werden wie eine fertig bespielte CD maschinell gepresst und verfügen wie diese über eine strukturierte Oberfläche mit „Pits“ und „Lands“. Der Auslesevorgang beruht ebenfalls wie bei einer CD darauf, dass an den Übergängen von Pits und Lands eine Auslöschung des infraroten Laserlichts durch Verschiebung um eine halbe Wellenlänge stattfindet. Fertig bespielte MiniDiscs werden auch als „High Reflective Type“ bezeichnet, der Laser arbeitet beim Lesevorgang mit einer Leistung von etwa 0,4 mW.

### Wiederbeschreibbare MiniDisc

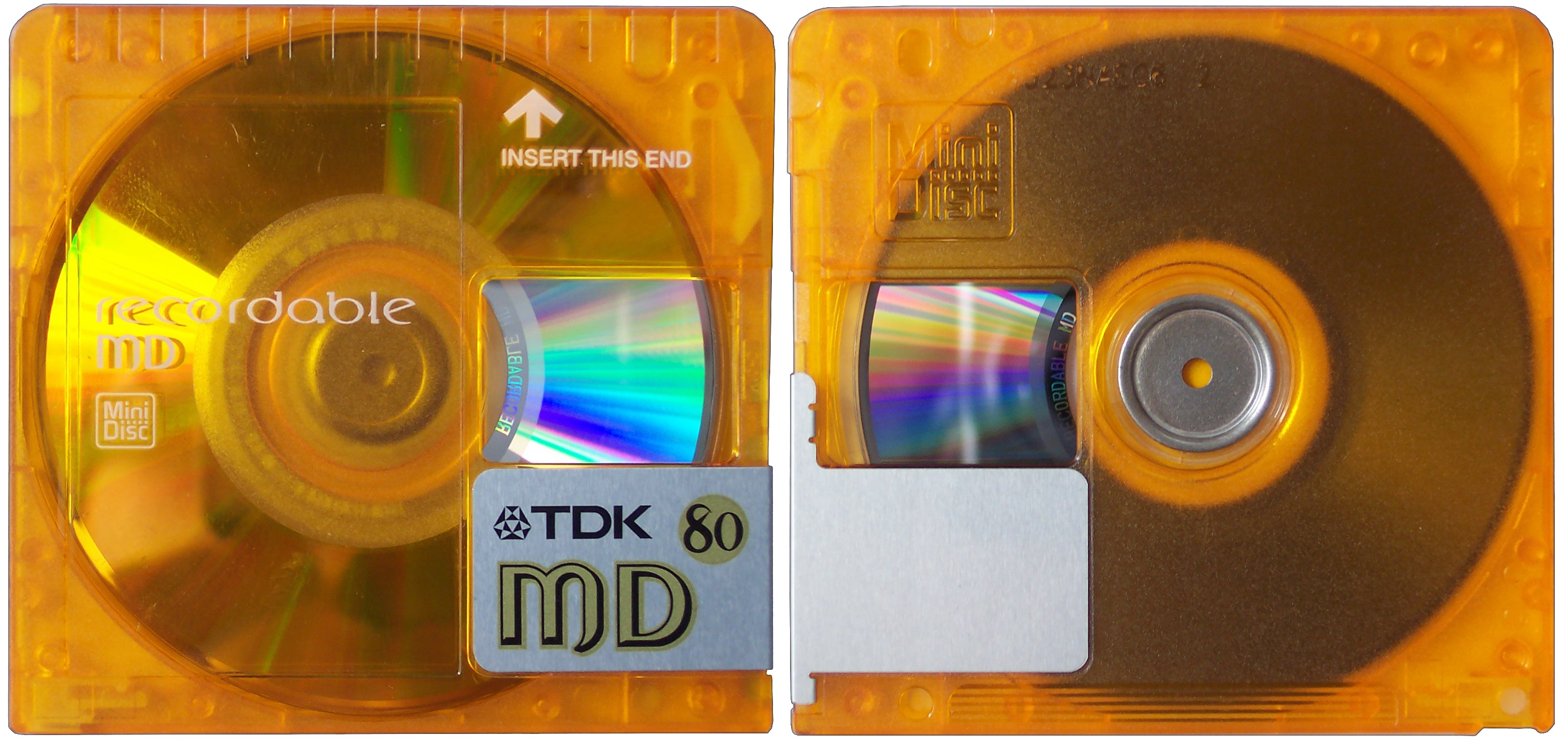
TDK 80-Min-MD mit geöffnetem Schutzschieber

Die bespielbare MD (recordable MiniDisc) enthält unterhalb der Reflexionsschicht eine magnetisierbare Schicht aus einer Eisen-Terbium-Kobalt-Legierung mit einer relativ geringen Curie-Temperatur von etwa 185 °C. Wird diese Schicht bei einer Temperatur oberhalb des Curiepunkts einem Magnetfeld ausgesetzt, so bleibt die Magnetisierung auch nach der Abkühlung erhalten. Beim Auslesevorgang muss das Laserlicht auf dem Weg zur Reflexionsschicht der MD und zurück die magnetisierte Schicht durchlaufen. Der magnetooptische Kerr-Effekt bewirkt dabei eine Änderung der Polarisation des Laserlichts in Abhängigkeit von der Magnetisierungsrichtung, die über eine spezielle Optik mit Wollaston-Prisma zur Signalgewinnung nutzbar gemacht wird. Wiederbespielbare MiniDiscs werden auch als „Low Reflective Type“ bezeichnet, der Laser arbeitet beim Lesevorgang mit einer Leistung von etwa 0,8 mW.

### Codierung, Schreibschutz
Da für beide MiniDisc-Typen unterschiedliche optische Leseverfahren nötig sind, ist der MD-Typ über eine Gehäusebohrung mechanisch codiert und wird durch einen Schalter vom abspielenden Gerät ausgelesen.
Eine weitere Bohrung im Gehäuse dient als Indikator, ob die MiniDisc beschrieben werden darf, und wird ebenfalls durch einen Schalter abgetastet. Im Falle von wiederbeschreibbaren MDs lässt sie sich durch einen Schieber öffnen und schließen und dient so als Schutz gegen versehentliches Überschreiben einer vorhandenen Aufnahme, bei fertig bespielten MDs ist sie stets offen.

## Geräte

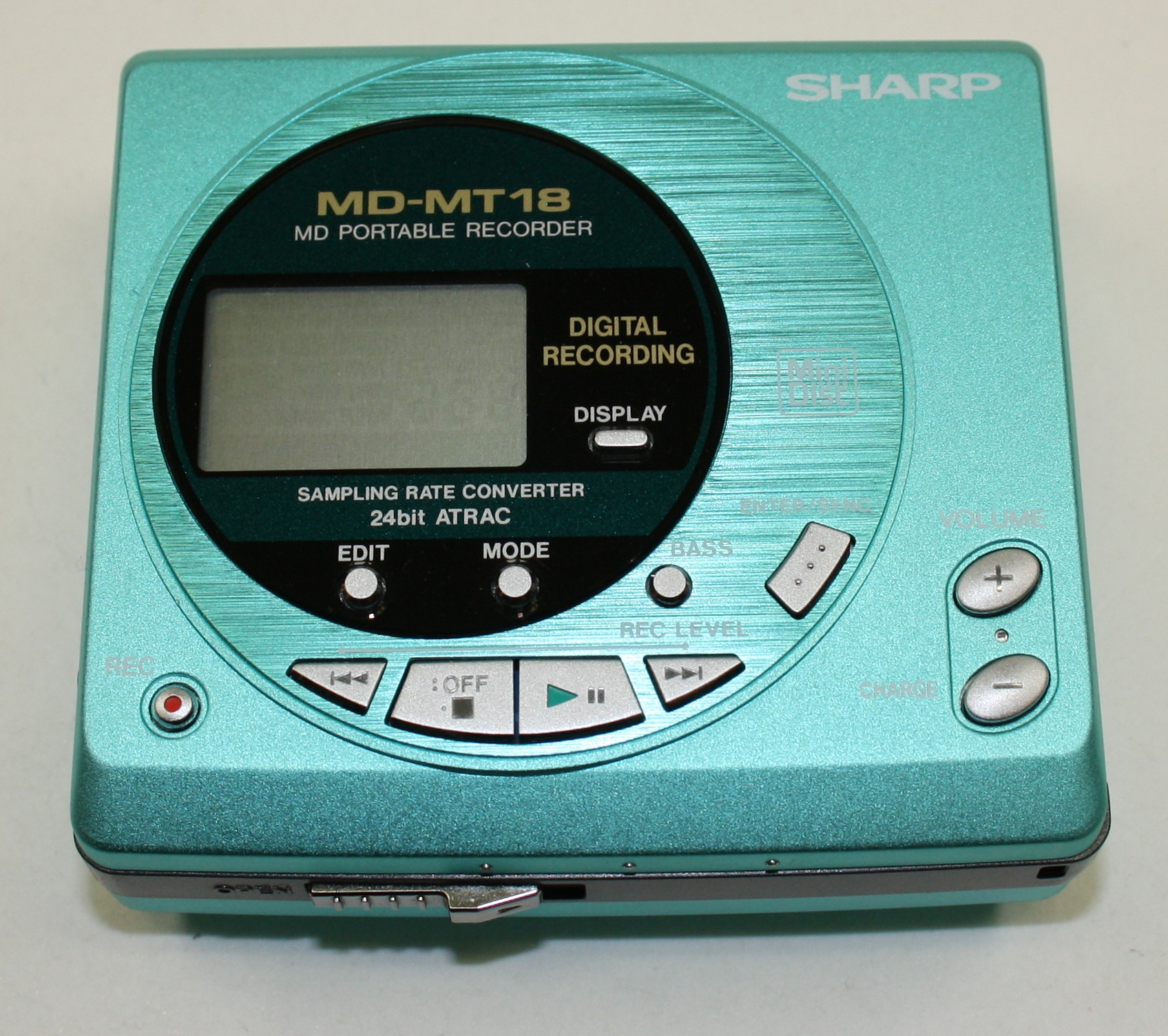
Sharp MD-MT18 MiniDisc-Rekorder

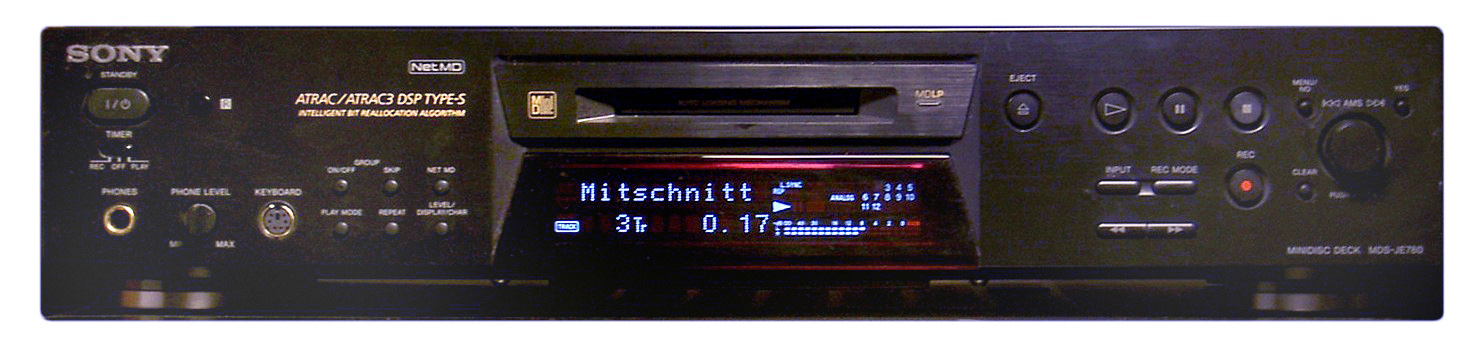
MiniDisc-Deck Sony MDS-JE780 (2002–2005)

Für Audio-MiniDiscs waren sowohl stationäre MiniDisc-Decks als auch portable MiniDisc-Walkman (mit oder ohne Aufnahmefunktion) erhältlich. Daneben existierten auch viele andere Gerätetypen mit eingebautem Minidisc-Laufwerk, beispielsweise Autoradios, Radiorecorder oder Kompaktanlagen.
Die MiniDisc-Geräte hatten als erste Audiogeräte einen eingebauten Puffer (bei stationären Abspielgeräten in der Regel sechs Sekunden, bei älteren tragbaren Geräten ca. 10 und bei heutigen tragbaren Geräten über 200 Sekunden), der das fehlerfreie Abspielen bei Vibrationen oder Stößen ermöglichte. Dieser Puffer wurde nötig, da dieses System in Sektoren speichert, die nicht unbedingt aufeinander folgen müssen, beispielsweise nach dem Löschen eines Titels. Die Audiodaten werden mit höherer Geschwindigkeit als für die eigentliche Klangwiedergabe benötigt in den Speicher eingelesen, bevor sie in normaler Geschwindigkeit (je nach Datenrate) für die Digital-Analog-Umsetzung wieder ausgelesen werden. Wenn der Pufferspeicher voll ist, können Antriebsmotor und Laser vorübergehend gestoppt werden. Sie müssen erst wieder arbeiten, wenn der Speicher fast ausgelesen ist. Diese Technik ermöglicht eine Energieeinsparung, die bei portablen Geräten die Wiedergabezeit verlängert.
Der Pufferspeicher lässt sich auch für die Aufnahme nutzen. Durch die als „Time Machine Recording“ bezeichnete Funktion lässt sich der Startzeitpunkt der Aufnahme um den Inhalt des Pufferspeichers vorverschieben, das heißt, die Aufnahme beinhaltet auch die letzten Sekunden vor dem Druck auf die Aufnahmetaste.

### NetMD

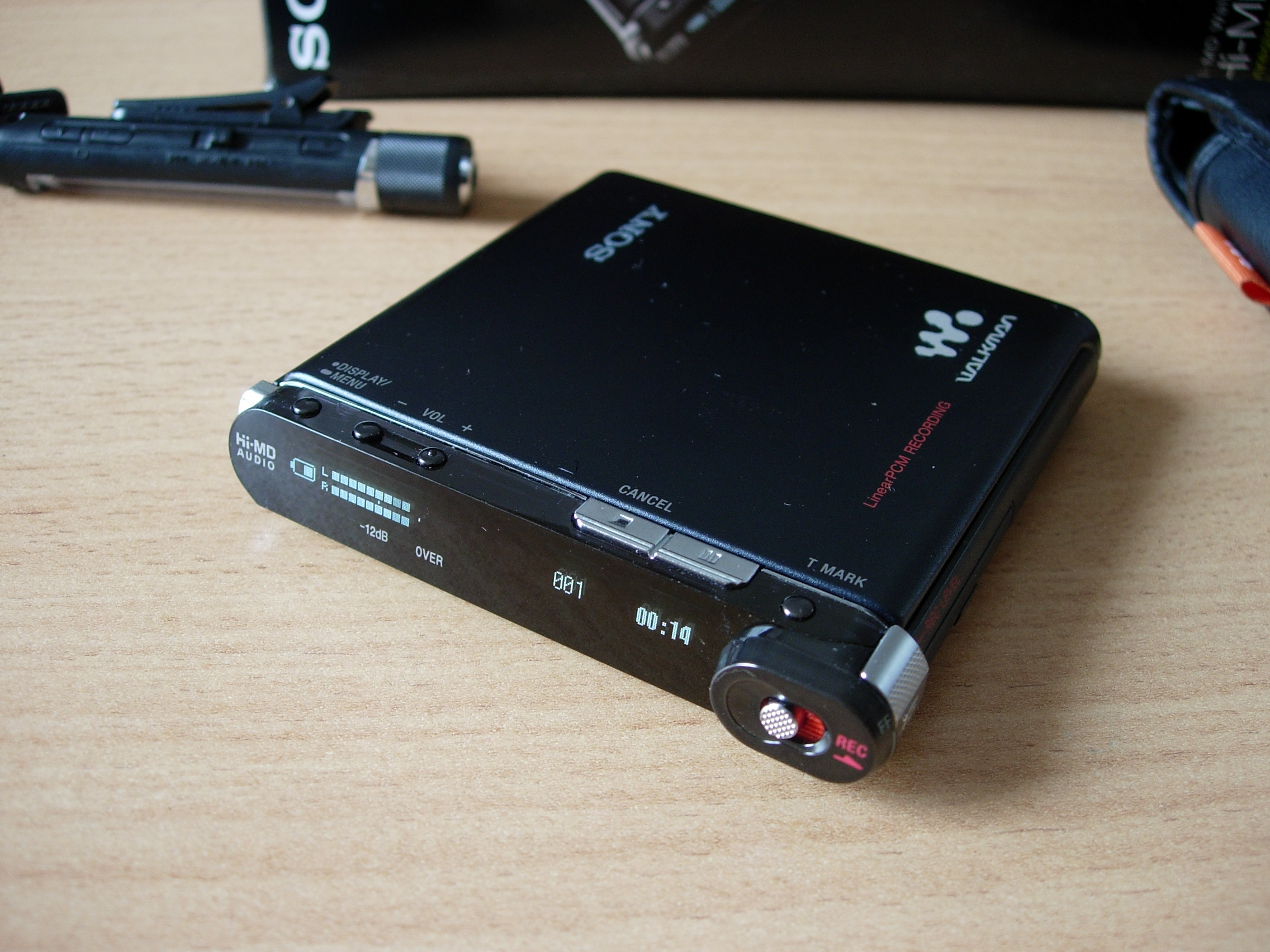
Sony MZ-RH1, der letzte von Sony gebaute (Hi-)MD Walkman

Seit 2001 gab es die Möglichkeit, MiniDiscs direkt vom PC über USB zu bespielen (NetMD). Dabei galt es aber mehrere Einschränkungen zu beachten:
1. Auf MD übertragene Audio-Daten lassen sich nicht auf einen anderen PC transferieren.
2. Über den Mikrofon-Eingang aufgenommene Mitschnitte lassen sich nicht per USB auf den Computer transferieren. Die Produktbeschreibung wie auch das Handbuch der NetMD-Modelle wiesen nicht klar auf diesen Umstand hin, so dass es in der Folge zu massenhaften Beschwerden kam. Sony reagierte insofern, als es für die Nachfolgemodelle mit der Bezeichnung Hi-MD ein Hilfsprogramm (file conversion tool) bereitstellte, mit dem es möglich ist, unter den von Sony festgelegten Voraussetzungen analog aufgenommene Mitschnitte von Hi-MD (jedoch nicht von herkömmlichen MDs) über ein USB-Kabel auf den Rechner zu kopieren und dort in WAV-Dateien umzuwandeln. Das Programm funktioniert nicht mit den NetMD-Modellen.
3. Die Übertragungsqualität ist auf maximal 132 kbps limitiert, entspricht also LP2. Man kann aber auch im SP-Modus Musik übertragen, um die Kompatibilität zu älteren MD-Geräten zu wahren. Die Qualität bleibt jedoch auf dem Niveau von 132 kbps.
4. Es können nur MP3-, WMA- und WAV-Dateien auf MD übertragen werden, und auch das nur innerhalb festgelegter Bitraten und Frequenzen. Ein Überspielen von Audio-CDs ist ebenfalls möglich.
5. Es werden nicht die ursprünglichen Dateien übertragen, sondern es findet stattdessen eine verlustbehaftete Umsetzung in das ATRAC3-Format statt.
6. Eine Übertragungssoftware wird benötigt, welche die Audiodateien in ATRAC umwandelt und die Daten auf die MD überträgt. Der Benutzer kann zwischen verschiedenen Programmen wählen. Die gängigsten sind OpenMG Jukebox, SonicStage und NetMD Simple Burner. Außerdem gibt es ein Plugin für den RealPlayer.
7. Eine MD, die per NetMD bespielt wurde, lässt sich an nicht-NetMD-fähigen Geräten nicht mehr bearbeiten oder löschen. Der Grund ist, dass ansonsten die ebenfalls auf dieser MD gespeicherten Übertragungsrechte, die beim Löschen der MD am PC rückübertragen werden, verlorengingen und man so unbeabsichtigt Schritt für Schritt die NetMD-Übertragungsrechte verlieren könnte. Diese Sperre war noch sinnvoll, als maximal drei Übertragungsvorgänge pro Musikstück durch die Sony-Software erlaubt waren. Inzwischen ist diese Beschränkung weggefallen. Es gibt jedoch auch die Möglichkeit, Musik online in Sonys eigenem „Music Store“ zu kaufen. Dort heruntergeladene Dateien sind in der Regel wieder in ihren Übertragungsrechten eingeschränkt.[13]

Im Jahr 2006 brachte Sony mit dem MZ-RH1 das letzte tragbare MD-Gerät auf den Markt. Mit diesem Modell wurde es schließlich möglich, herkömmliche MDs praktisch ohne Einschränkungen (einzige Ausnahme: Per NetMD übertragene Titel) verlustfrei über USB auf den PC zu kopieren. Auch die Übertragung von vorbespielten MDs sowie von Aufnahmen über den Digitaleingang – ungeachtet eines eventuell vorhandenen SCMS-Kopierschutzes (siehe unten) – war bei diesem Modell in keiner Weise eingeschränkt. Die Verwendung eines MZ-RH1 stellt somit bis heute die einzige Möglichkeit dar, MDs schneller als in Echtzeit verlustfrei auf einen anderen Datenträger zu kopieren.

### Daten-MiniDisc

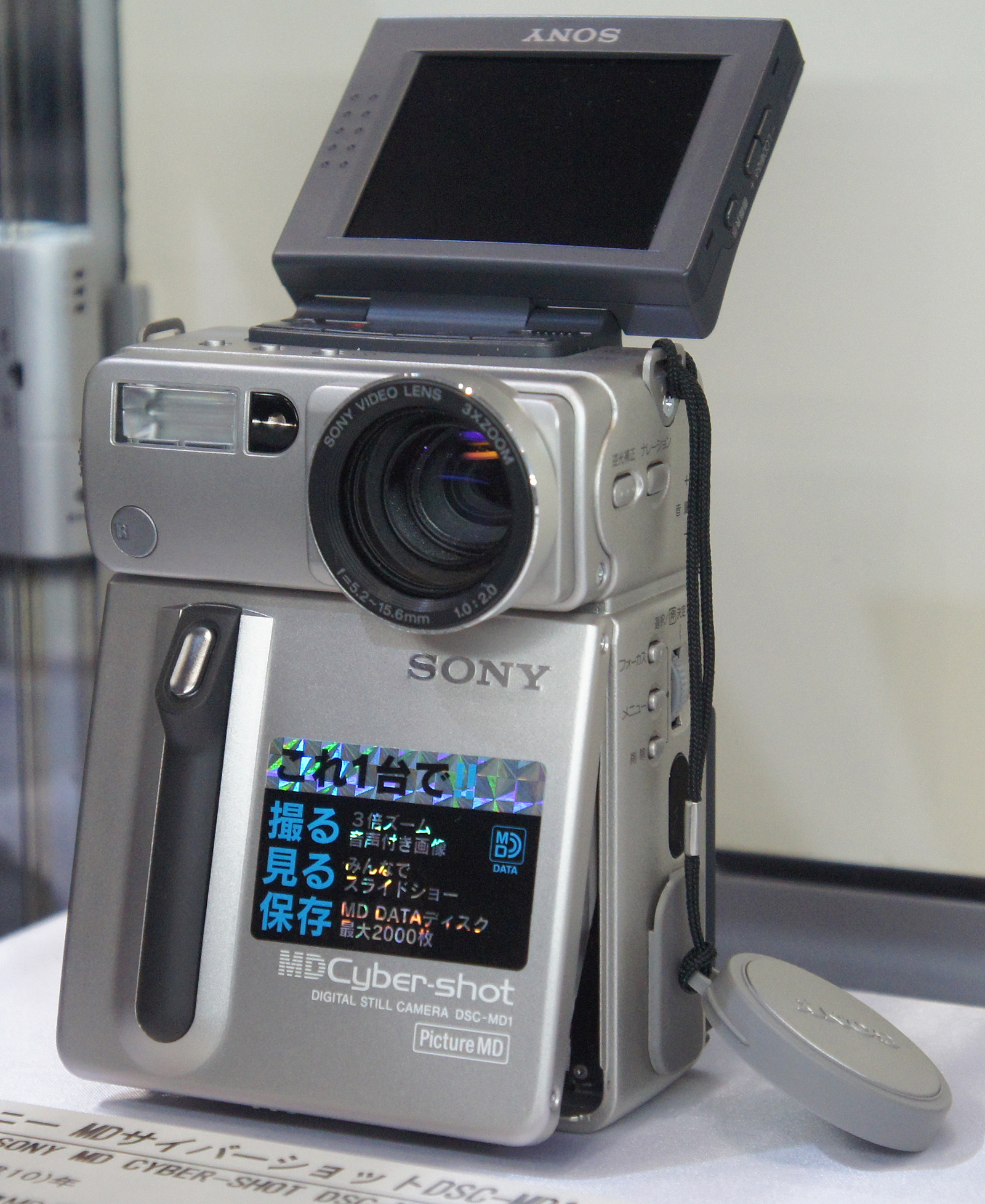
Sony Cyber-shot DSC-MD1 Digitalkamera für Daten-MiniDiscs

MDs wurden auch zur Datenspeicherung verwendet, wobei die Kapazität etwa 140 MB beträgt. Diese MD-Data genannten Disks unterscheiden sich in der Farbe des Gehäuses von den Musik-MDs. Es gab Laufwerke für Computer, Kameras mit MDs als Speichermedium, Scanner, die Daten auf MD speichern, und anderes. Ebenso verwendeten manche Mehrspur-Aufnahmegeräte wie Yamaha MD4, MD8 und Tascam Portastudio 564 MD-Data zur Speicherung.
Durch den hohen Preis der Laufwerke, auch bedingt durch das Lizenzierungsverhalten seitens Sony, sowie ausreichende Verfügbarkeit anderer ähnlicher Datenträger (Zip, LS120, MO, später auch CD-R), konnte sich diese Anwendung jedoch nicht durchsetzen.

## Aufzeichnungs- bzw. Speicherverfahren
Beschreibbare MiniDiscs nutzen zur Speicherung der Daten ein magneto-optisches Verfahren wie bei der MO-Disk. Beim Schreibvorgang arbeitet der Laser auf der Unterseite der MiniDisc mit erhöhter Leistung (etwa 7 mW), um deren magnetisierbare Schicht punktuell auf eine Temperatur oberhalb ihres Curiepunkts aufzuheizen. Als Führung für den Laser dient dabei eine bei der Fertigung der MiniDisc aufgebrachte Führungsspur (Pregroove). Von der Oberseite der MiniDisc werden dann durch das wechselnde Feld eines kleinen Elektromagneten, der an einem Schreibarm federnd auf der rotierenden MiniDisc aufliegt, die Daten aufmoduliert. Nach dem Abkühlen bleibt die Magnetisierung der einzelnen Felder erhalten und ist unempfindlich gegen äußere Magnetfelder.
Vor dem erneuten vollständigen oder teilweisen Beschreiben einer bereits bespielten MiniDisc ist kein Löschvorgang notwendig, da die betroffenen Speicherbereiche ohnehin vollständig neu magnetisiert werden. Die Daten auf einer MiniDisc sind ähnlich wie bei einer Diskette in Sektoren organisiert, die Belegung der MiniDisc wird in einem Inhaltsverzeichnis (User Table of Contents, UTOC) abgelegt. Im Gegensatz zur Audio-CD, auf der die Daten sequentiell auf einer spiralförmigen Spur abgelegt sind, können dadurch einzelne Titel auf der MD gelöscht, zusammengefügt, geteilt und verschoben werden. Das Aktualisieren des UTOC geschieht – abhängig vom Aufnahmegerät – entweder direkt im Anschluss an den Aufnahme- oder Editiervorgang oder erst vor dem Auswerfen der MiniDisc aus dem Aufnahmegerät bzw. nach dessen nächstem Einschalten. Im letzteren Fall werden die aktuellen UTOC-Daten in einem batteriegepufferten RAM des Aufnahmegeräts zwischengespeichert.
Durch das magneto-optische Verfahren wird eine hohe Sicherheit und Langlebigkeit der gespeicherten Daten erreicht, es werden typisch 30 Jahre Datenerhalt und mehr als eine Million Schreibvorgänge angegeben. Diese Zahlen sind deutlich höher als die der wiederbeschreibbaren CD-RW, die rein optisch arbeitet.

## Serial Copy Management System (SCMS)
Audio-MiniDisc-Geräte verfügen über einen Kopierschutzmechanismus, das Serial Copy Management System (SCMS). Dieses Verfahren erlaubt ein einmaliges Überspielen von mittels digitaler Signale erstellten Datenträgern (CD, MD, DCC oder DAT). Ein weiteres Kopieren zur Erstellung einer zweiten Kopiegeneration ist nur noch über einen analogen Ausgang möglich.
SCMS betrifft jedoch nur den Consumer-Bereich. Studio-Equipment ignoriert in der Regel SCMS-Beschränkungen. Bis zur Einführung der neuen Urheberrechtsgesetze, die jede Art der Umgehung eines Kopierschutzes verboten, wurden auch Geräte angeboten, die das SCMS-Bit aus dem digitalen Datenstrom herausfilterten bzw. es auf „00“ setzten (Bedeutung: beliebig oft kopierbar), um so das SCMS zu umgehen. Durch die hohe Verbreitung von PCs mit digitalen Ton-Ein- und Ausgängen ist SCMS allerdings heutzutage ein sehr unwirksamer Kopierschutz.
Seit Mitte 2005 hat Sony auch für Endanwender den restriktiven Kopierschutz für MD-zu-MD-Kopien gelockert. Der Benutzer kann seit SonicStage 3.2 bestimmen, ob der Kopierschutz gesetzt wird oder nicht.
Das Kopieren von kopiergeschützten CDs auf MD wird von den meisten aktuellen CD-Kopierschutzmechanismen durch „illegale“, nicht der CD-Spezifikation im Red Book entsprechende Daten auf der jeweiligen CD verhindert. Der Sony-eigene Kopierschutz Key2Audio hingegen macht sich das SCMS zunutze. Er bewirkt durch ein gesetztes Copy-Bit, dass die Original-CD vom SCMS bereits als Kopie angesehen wird und deshalb nicht digital kopiert werden kann.

## Vor- und Nachteile
Die Minidisc verbreitete sich zu einer Zeit auf dem Markt, als die CD in Form von vorbespielten Tonträgern zwar bereits in den meisten Haushalten Einzug gehalten hatte, private Tonaufnahmen jedoch noch vorwiegend auf analogen Kompaktkassetten erfolgten. Sie stellte damals eine vergleichsweise kostengünstige und benutzerfreundliche Möglichkeit dar, verlustarme digitale Tonaufnahmen anzufertigen. Dies trifft in besonderem Maß auf die tragbaren MD-Recorder zu, diese waren bis in die 2000er Jahre neben DAT-Recordern, welche vorwiegend im professionellen Bereich eingesetzt wurden, und den nur wenige Jahre lang produzierten DCC-Recordern die einzigen und vor allem die kleinsten tragbaren digitalen Audiorecorder. Als Heimgeräte gab es allerdings Videorecorder, beispielsweise der Sony EV-S650PS, die alternativ zur analogen Videoaufnahme 6-spurige digitale Audioaufnahmen ermöglichten, was die Speicherung von 24 Stunden Audio auf gewöhnlichen Video 8 Cassetten gestattete. Die Vorteile der MiniDisc gegenüber magnetbandbasierten Formaten waren der schnelle und komfortable Zugriff auf einzelne Titel, die Robustheit und Unanfälligkeit gegenüber Schmutz sowie die leichte Editierbarkeit (Titel verschieben, löschen, trennen, zusammenführen, abschnittsweises Löschen, Texteditierung für Titel usw.) direkt an den Aufnahmegeräten. Ebenso zu nennen ist auch die praktisch unbegrenzte Wiederbespielbarkeit (laut Herstellerangaben etwa 1.000.000-mal) sowie die durch das magneto-optische Funktionsprinzip bedingte hohe Langzeithaltbarkeit.
Ein Nachteil besteht in der verlustbehafteten Kompression der Audiodaten. Damit ist die MiniDisc für Studiozwecke weniger geeignet. In der ersten ATRAC-Version war der Qualitätsverlust durch die Kompression noch deutlich hörbar, der Codec wurde jedoch laufend verbessert und galt spätestens seit der Version 3.5 (erschienen im Jahr 1996) als akustisch transparent. Der Nachteil der verlustbehafteten Kompression wurde zum Teil mit der neuen Hi-MD beseitigt, da damit auch die unkomprimierte 1:1-Aufnahme in PCM möglich wurde. 
Ein gravierender Nachteil gegenüber DAT war, dass bei den meisten älteren Aufnahmegeräten nach Stromausfall, versehentlicher Trennung vom Netz oder erzwungenem zu frühem mechanischen Auswurf der Disc bei portablen Geräten, bevor der UTOC (User Table of Contents) abgespeichert wurde, die gesamte Aufnahme verloren war, bei neueren Geräten wurden diese Informationen üblicherweise per Batterie im Speicher gehalten, bis sie bei nächster Gelegenheit auf die Disc geschrieben werden konnten. Dieses Problem hat MiniDisc allerdings mit CD-, CompactFlash- und Harddisk-Recordern gemeinsam. Ausgenommen hiervon sind einige professionelle MiniDisc-Aufnahmegeräte und die Geräte ab der NetMD-Generation, die bereits vor oder während der Aufnahme das vorläufige, geänderte „Pre-UTOC“ im Gerätespeicher ablegen, so dass die Aufnahme in jedem Fall erhalten bleibt. Im Internet kursieren zudem Anleitungen, um verlorene Audiodaten wiederherzustellen (TOC-Cloning). Im deutschen minidiscforum.de existierte ein Thread, in dem User die kostenlose Datenrettung von Aufnahmen durch TOC-Cloning anboten.